# Фредерік Шергер
Сер Фредерік Рудольф Вільям Шергер, лицар-командор ордену Британської імперії, кавалер орденів Лазні й хреста ВПС (18 травня 1904  –  16 січня 1984) – колишній командувач австралійських ВПС й міністр оборони Австралії. 
Народився у місті Арарат, штат Вікторія у родині німецьких емігрантів. Шергер здобував освіту у Королівському військовому коледжі до свого переводу до лав ВПС 1925 року. Він пройшов посади пілота-винищувача, пілота-випробувача та льотного інструктора. Під час Другої світової війни Шергер брав активну участь у кампаніях австралійських збройних сил із застосуванням авіації.
По війні Шергер займав керівні посади в авіації, а згодом очолив і міністерство оборони країни. Окрім того брав участь у міжнародних конфліктах (Війна у В'єтнамі тощо).